# 버디 로저벨트

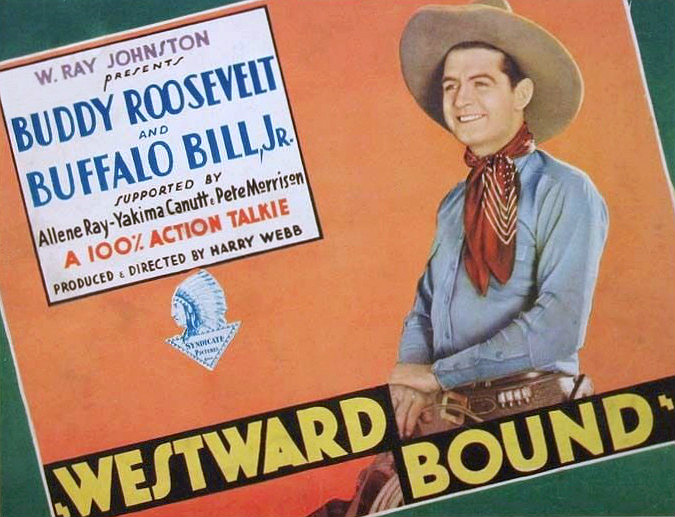

버디 로저벨트(Buddy Roosevelt, 1898년 6월 25일 ~ 1973년 10월 6일)는 미국의 배우, 카우보이, 스턴트 배우, 영화배우이다.

## 방송
- 딜론 보안관

## 영화
- 리버티 벨런스를 쏜 사나이 (1962년)
- 트리뷰 투 어 배드 맨 (1956년)
- 딜론 보안관 (1955년)
- 오클라호마 (1955년)
- 캘러미티 제인 (1953년)
- 벨 오브 뉴욕 (1952년)
- 전사의 용기 (1951년)
- 킹 오브 더 로켓 맨 (1949년)
- 비욘드 더 프레스트 (1949년)
- 어 소던 양키 (1948년) - 쿠리어 역
- Monsieur Beaucaire (1946년)
- 돈 윈슬로 오브 더 네이비 (1942년)
- 딕 트레이시 대 범죄 주식회사 (1941년)
- 돌아온 론 레인저 (1939년)
- 역마차 (1939년)
- 더 골드윈 폴리스 (1938년)
- 마리 앙투아네트 (1938년)
- 딕 트레이시 (1937년)
- 키드 갈라드 (1937년)
- 제너럴 스팬키 (1936년)
- 하이 프레셔 (1932년) - 뉴스페이퍼 리포터 역
- 와일드 호스 메사 (1932년)
- 플레잉 하이 (1931년)